# Fredrik Christensson
John Fredrik Christensson, född 20 april 1991 i Bro församling i Göteborgs och Bohus län, är en svensk politiker (centerpartist).
Christensson var ordinarie riksdagsledamot 2014–2022, invald för Västra Götalands läns västra valkrets (2014–2018) respektive Västra Götalands läns norra valkrets (2018–2022).
I riksdagen var Christensson ledamot i utbildningsutskottet 2018–2022. Han var även suppleant i bland annat arbetsmarknadsutskottet, socialförsäkringsutskottet och utbildningsutskottet.
Christensson är till yrket försäkringssäljare och bor i Lysekil.